# Копач, Данил Анатольевич
Данил Анатольевич Копач (бел. Даніл Анатолевіч Копач; род. 17 февраля 2000, Гродно) — белорусский футболист, полузащитник клуба «Мосты».

## Карьера
Воспитанник «Белкарда», первый тренер — Владимир Робертович Андрушкевич. Позже стал выступать в юношеской команде «Немана». В 2018 году начал выступать за дубль команды. В 2019 году начал тренироваться с основной командой. В марте 2019 года подписал трёхлетний контракт с клубом. Дебютировал за основную команду в чемпионате 13 июля 2019 года против «Слуцка». Также вышел на поле в матче Кубка Беларуси против «Нафтана».
В феврале 2020 года отправился в аренду в «Сморгонь». Дебютировал за клуб 18 апреля 2020 года в матче против речицкого «Спутника». Стал игроком основного состава. По итогу сезона «Сморгонь» получила повышение в Высшую лигу. В Высшей лиге за команду сыграл против «Энергетика-БГУ» 13 марта 2021 года. В игре против «Спутника» 23 апреля 2021 года отличился забитым голом и единственным выигранным матчем в данном чемпионате за команду.
В июле 2021 года ушёл в аренду в «Слоним-2017». Дебютировал за клуб 31 июля 2021 года против «Нафтана». По окончании аренды вернулся в «Неман».
В марте 2022 года отправился в аренду в «Лиду». Дебютировал за клуб 22 апреля 2022 года в матче против «Осиповичей», в котором также отметился дебютным голом. Быстро закрепился в основной команде клуба, чередуя игры в стартовом составе и со скамейки запасных. Под конец сезона стал получать меньше игровой практики. По окончании срока арендного соглашения покинул клуб. С 2024 года футболист выступал за клуб «Мосты».